# 夜行列車殺人事件
『夜行列車（ミッドナイト・トレイン）殺人事件』（みっどないととれいんさつじんじけん）は、西村京太郎の長編推理小説。1981年に光文社より発売された。

## ストーリー
ある日、いつもの様に総裁宛の投書に目を通していた国鉄総裁秘書の北野浩は、一通の手紙に手を止めた。その手紙には「夜行列車」という四文字だけが書かれてあった。そして翌日にも、同じように「午前三時」という四文字だけの、その翌日も、同じように四文字だけの手紙が来た。それには「爆破決行」の文字が。さらに続くようにして「四月吉日」と書かれた手紙が国鉄へ届く。一抹の不安を感じた北野は、十津川警部に捜査を依頼する。
同じ頃、会社員の藤代友彦が恋人の悠子に見送られ、東京駅から鳥取を目指し寝台特急「出雲1号」に乗り込んだ。藤代は現地に着き次第電話すると言っておきながら、電話は一向にかかってこない。帰京予定の日、悠子が心配していた頃になって電話がかかってきた。だが、その電話は藤代からではなく青森県警からで、藤代は青森駅で死んでいた。2つの事件を解明するため、十津川省三らが捜査を開始する。

## 主な登場人物

### 警視庁捜査一課
- 十津川省三
- 亀井定雄
- 西本明
- 本多時孝

### 青森県警
- 三浦
青森県警刑事。32歳。
- 江島
青森県警警部。
- 小野
青森県警刑事。

### 国鉄関係者
- 北野浩
国鉄総裁秘書。40歳。
- 北野君子
浩の妻。
- 木本
国鉄総裁。
- 小野田
国鉄副総裁。
- 山本
国鉄運転局長。
- 後藤
国鉄公安本部長。
- 下田
東京駅駅長。53歳。
- 日下部淳
国鉄職員。28歳。
- 小西
国鉄助役。
- 細見
福知山駅駅長。

### 太陽製薬
- 藤代友彦
太陽製薬勤務。旅行が好きで、国鉄全線に乗車するのが目標。30歳。物語の重要な鍵を握っている。
- 氷室悠子
藤代の同僚であり恋人。25歳。物語の最後まで関わる事になる。
- 宮下
太陽製薬業務部第一課係長。
- 佐々木
藤代の同僚。30歳。

### 水上建設
- 中河英男
元水上建設勤務。29歳。
- 鈴木
水上建設会計課長。
- 矢野
水上建設勤務。

### その他
- 橋本一郎
サラリーマン。
- 橋本美代子
一郎の妻。
- 新井
K出版勤務。
- 折原伸子
K大英文科3年生。20歳。
- 戸谷尚子
伸子の友人。
- 小早川進
出版社勤務。40歳。
- 荒木由美子
主婦。
- 阿部君子
区役所勤務。
- 飯島章子
主婦。
- 小山ひろ子
OL。24歳。
- 真田功子
銀行勤務。25歳。
- 長沼洋子
スナック経営者。35歳。
- 松原久仁枝
OL。26歳。